# L'asso di picche (film 1964)
L'asso di picche (Cerny Petr) è un film de la Nuova Ondata Cecoslovacca del 1964 diretto da Miloš Forman.
È il primo lungometraggio del regista ceco, il quale a undici anni di distanza diventerà famoso in tutto il mondo per Qualcuno volò sul nido del cuculo.
Con quest'opera il trentenne Forman mette in risalto le nuove generazioni, giovani costretti a crescere in una società profondamente socialista che influenza notevolmente la loro esistenza e le loro ambizioni, anticipandone sin troppo spesso l'ingresso nel mondo degli adulti e nel conseguente rispetto delle regole di vita che esso comporta.

## Trama
Petr è un ragazzo sedicenne come tanti altri della sua età: i suoi pensieri sono principalmente rivolti alle amicizie ed agli amori e, complice la giovane età, non si preoccupa troppo del suo futuro.
Tuttavia il padre pretende molto da lui: riesce a trovargli un posto come guardiano e aiutante in un supermercato della zona ma, accortosi in seguito dello scarso impegno del figlio e delle scarne prospettive, lo incoraggia a seguire le orme di alcuni suoi coetanei e di diventare muratore e futuro capomastro.

## Riconoscimenti
- Vela d'Oro 1964 al Festival del cinema di Locarno